# Analisoma ostenta
Analisoma ostenta là một loài chim trong họ Campephagidae.